# 良好生活研究所
『良好生活研究所』（りょうこうせいかつけんきゅうじょ）は、テレビ朝日で2025年まで放送されていたミニ番組・情報番組である。

## 概要
放送日時は一定しておらず、毎週土曜日の日中帯にドラマの再放送やバラエティ番組の直前などに放送されることが多い。
所長代理の杉崎（アニメーションのキャラクター）と敏腕女性部下とされる部下役の女性タレントで、世間の商品やサービス、開発のエピソードなどを紹介する。その際、紹介先の担当者にインタビューすることが多い。女性タレントは白衣を着用し赤いフレームの眼鏡をかける。4名が週替わりとなる。杉崎は髭を生やし眼鏡をかけ白衣を着用し、膝上に猫（飼い猫 ヒロシ）を乗せている。
番組タイトルのイメージに、「Good Life Laboratory」とある。「良好生活研究所オープン」の掛け声で番組が始まる。
なお、上述のようにドラマの再放送やバラエティ番組の直前に含まれているため、当該番組のみをピンポイントで録画予約することはできない。

## 出演者
- 椎名歩美（2015年10月3日 - ）
- 麻倉みな（2016年4月30日 - ）
- 小林亜実（2018年11月17日 - ）
- 高砂ひなた（2018年12月1日 - ）
- 平野正人（声担当）

## 過去の出演者
- 甲斐まり恵（2005年12月17日 - 2007年2月27日）
- 三宅あみ（2007年4月7日 - 2015年9月26日）[1]
- 堀切沙織（2007年4月14日 - 2010年3月27日）
- 歌原奈緒（2009年11月7日 - 2013年2月23日）
- 西舘さをり（2010年8月7日 - 2014年9月27日）
- 砂岡春奈（2013年5月11日 - 2018年2月24日）
- あべみほ（2015年5月23日 - 2016年2月20日）
- 加治まや（2016年6月4日 - 2018年11月3日）[2]